# 8644 Betulapendula
8644 Betulapendula eller 1988 SD är en asteroid i huvudbältet som upptäcktes den 16 september 1988 av den belgiske astronomen Eric W. Elst vid Haute-Provence-observatoriet. Den är uppkallad efter lövträdet Vårtbjörk.
Asteroiden har en diameter på ungefär 4 kilometer.